# Хигхальменский гербовник

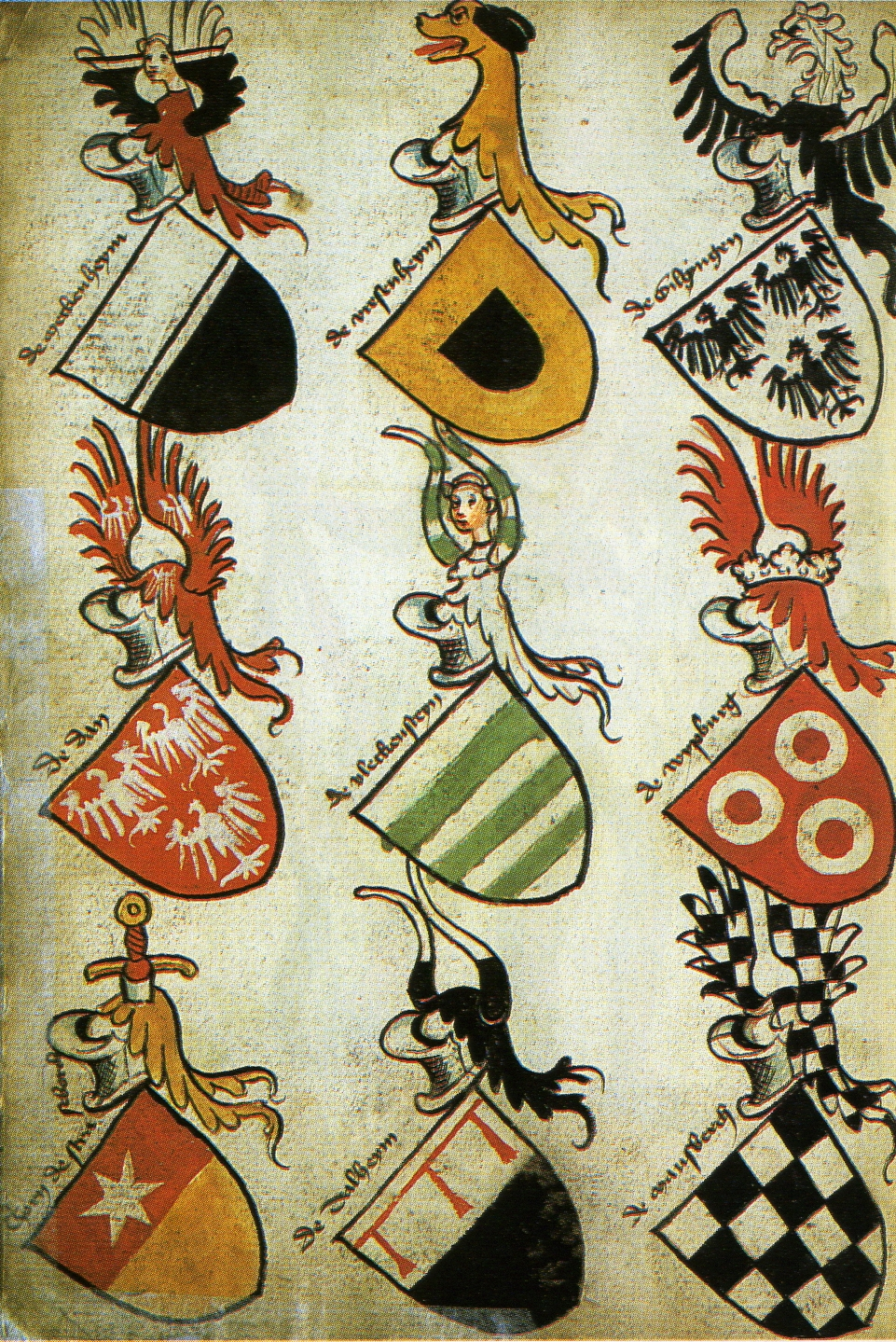
Геральдические нашлемные фигуры и щиты с гербами. Миниатюра из Хигхальменского гербовника

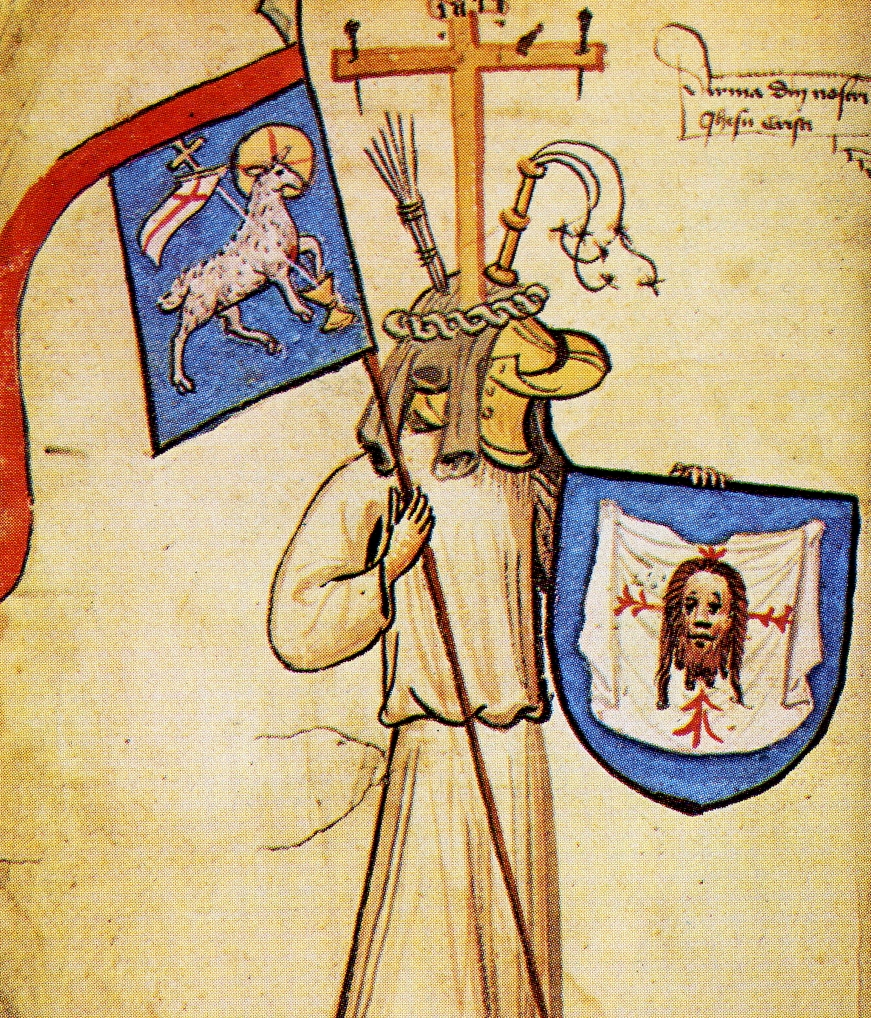
Иллюстрация щита с изображением Иисуса Христа

Хигхальменский гербовник (англ. Hyghalmen Roll) — гербовник, созданный между 1447—1455 годом в Кёльне. Хранится в лондонской Геральдической палате. 
Некоторые изображения демонстрируют особенности немецкой геральдики, такие как повторяющиеся темы в гербе и гербе, а также длинный швенкель на знаменах.
Сам по себе гербовник является пергаментным манускриптом, прошитым в кожаный переплет, и содержит на своих страницах иллюстрации и блазоны гербов большинства крупных владетельных домов Священной Римской империи.
Некоторые изображения демонстрируют характерные черты немецкой геральдики, такие как повторяющиеся темы в гербе и гербовом щитке, а также длинный швенкель на знаменах. Последний был исключен из приписываемых Иисусу рук, когда изображения были скопированы в книгу Рэндла Холма (ок. 1464-1480).